# Гижига (река)
Гижига — река на Дальнем Востоке России.
Течёт на юго-восток по территории Северо-Эвенского района Магаданской области, впадает в Гижигинскую губу в северной части Охотского моря.
Длина реки 221 км, площадь водосборного бассейна — 11,9 тыс. км². По площади бассейна Гижига занимает пятое место среди рек Магаданской области и 84-е — в России.
Недалеко от устья расположено село Гижига (в прошлом — город).

## Гидроним
Название вероятно произошло от чукотского Ӄитига — «заморозок», «студёная позёмка». В долине реки зимой очень часты холодные пронизывающие ветра, что и могло найти отражение в названии. Корякское название Вуйвов’эем — «крепость-река».
В верховьях упоминается русскими первопроходцами как Чондон, что происходит от юкагирского Чуондэну — «железная река». Это вероятно связано с тем, что местные жители были известными умельцами в обработке железа. Данный гидроним на современных картах более не отмечен.

## Гидрография
Берёт начало на склонах Колымского нагорья, протекает в юго-восточном направлении. В верховьях имеет горный характер, порожиста. В среднем течении русло разветвлённое, в низовьях меандрирует. Устье образует эстуарий.
Бассейн Гижиги располагается в зоне прерывистого распространения вечной мерзлоты.

### Водный режим
Питание реки в основном снеговое. Вскрывается во второй половине мая с образованием заторов. К концу мая Гижига полностью освобождается ото льда, тогда же наступает половодье. Первые ледовые явления наступают в середине октября, к концу месяца река окончательно замерзает.

### Расход воды
Среднегодовой расход воды в 20 км от устья составляет 151,78 м³/с, наибольший приходится на июнь, наименьший — на март. Среднемесячные расходы воды (данные наблюдений с 1951 по 1985 год):
| Средний расход воды (м³/с) реки Гижига по месяцам с 1951 по 1985 гг. (замеры производились на гидрологическом посту в 20 км от устья) |

### Химический состав
По химическому составу вода относится к гидрокарбонатному классу и кальциевой группе. Минерализация воды во время максимального стока воды менее 50 мг/л. Мутность воды в среднем не превышает 50 г/м³.

## Притоки
Объекты перечислены по порядку от устья к истоку.
- 11 км: река без названия
- 22 км: река без названия
- 24 км: река без названия
- 34 км: Туромча
- 36 км: река без названия
- 40 км: река без названия
- 42 км: Чёрная
- 48 км: река без названия
- 71 км: река без названия
- 91 км: Ахавеем
- 91 км: Куюл
- 104 км: река без названия
- 107 км: Аханджа
- 126 км: Хайкамычак
- 139 км: Ирбычан
- 159 км: Мукринджа
- 167 км: Хмурый
- 170 км: Таинственный
- 171 км: река без названия
- 179 км: Лапутик
- 185 км: Домбычан
- 185 км: Конный
- 192 км: Ионокота
- 200 км: Облачный
- 203 км: река без названия
- 207 км: река без названия
- 209 км: река без названия

## Ихтиофауна
В водах реки водятся хариус, щука, гольян; на нерест заходят кета, горбуша, кижуч. В эстуарии обитают белухи.

## Данные водного реестра
По данным государственного водного реестра России и геоинформационной системы водохозяйственного районирования территории РФ, подготовленной Федеральным агентством водных ресурсов:
- Бассейновый округ — Анадыро-Колымский
- Речной бассейн — Бассейны рек Охотского моря от реки Пенжины до хребта Сунтар-Хаята
- Водохозяйственный участок — Бассейны рек Охотского моря от западной границы бассейна реки Пенжины до южной границы бассейна реки Тахтаямы
- Код водного объекта — 19100000112119000134167